# Park Budoucnost
Park Budoucnost je městský park ve východní části Havlíčkova Brodu. Parkem protéká Cihlářský potok a nacházejí se zde rybníky Cihlář, Rantejch, Hastrman a Obora.

## Historie
Dne 9. května 1886 byl založen okrašlovací spolek Budoucnost, jehož cílem bylo vybudování rozsáhlého městského parku. Za předchůdce parku jsou považovány tzv. Štěpánčiny sady, vytvořené 10. května 1881 při příležitosti sňatku korunní princezny Štěpánky Belgické a korunního prince Rudolfa. Tyto sady v roce 1889 zakoupil spolek Budoucnost. Druhý základ parku představoval obecní les mezi sv. Trojicí a Kalvárií. Spolek postupně nakupoval a upravoval další pozemky, až vznikl dnešní, 25 ha rozlehlý, park.

## Památky v parku
- socha Karla Havlíčka Borovského

Autorem sochy z roku 1924 je akademický sochař Bohumil Kafka.
- památník Miroslava Tyrše
- busta matky Karla Havlíčka Borovského, Josefíny

Autorkou sochy z roku 1937 je akademická sochařka Vlasta Dohnalová.
- busta Bedřicha Smetany

Autorem sochy z roku 1929 je akademický sochař Julius Pelikán.
- Štáflova bašta
- kostel Nejsvětější Trojice

## Dostupnost
Jelikož se park nachází přímo ve městě, je volně přístupný a vede v něm řada cestiček. Z Rubešova náměstí do ulice Prokopa Holého vede také žlutá turistická značka a od zimního stadionu Kotlina do Chotěbořské ulice okolo rybníka Rantejch zelená turistická značka. Z ulice V Sadech do ulice U Trojice okolo Štáflovy bašty procházejí cyklotrasy 4153 a 4157. U rybníka Cihlář začíná trasa NS Park Budoucnost – Vlkovsko pokračující až k obci Knyk.

## Galerie

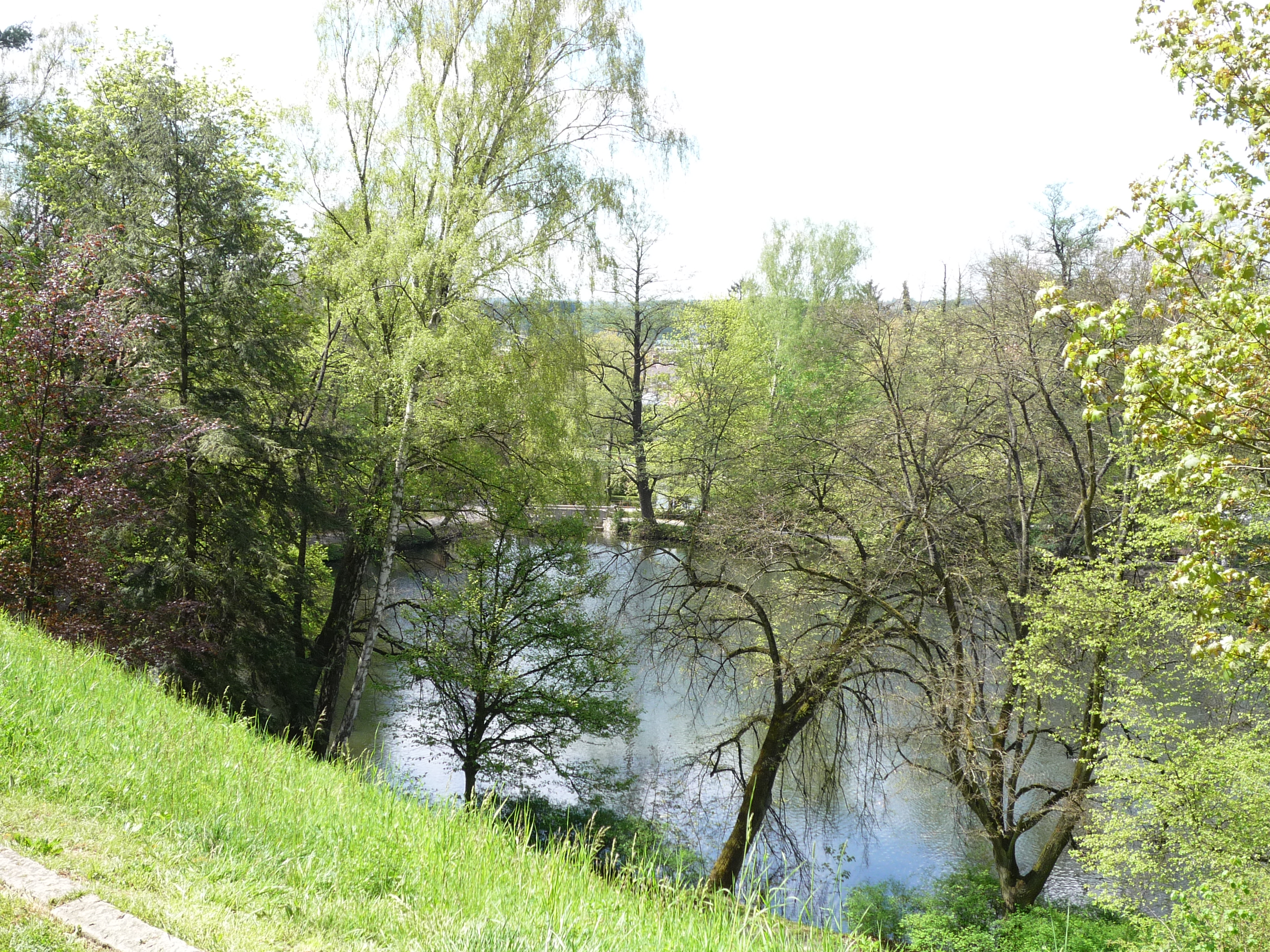
Rybník Hastrman
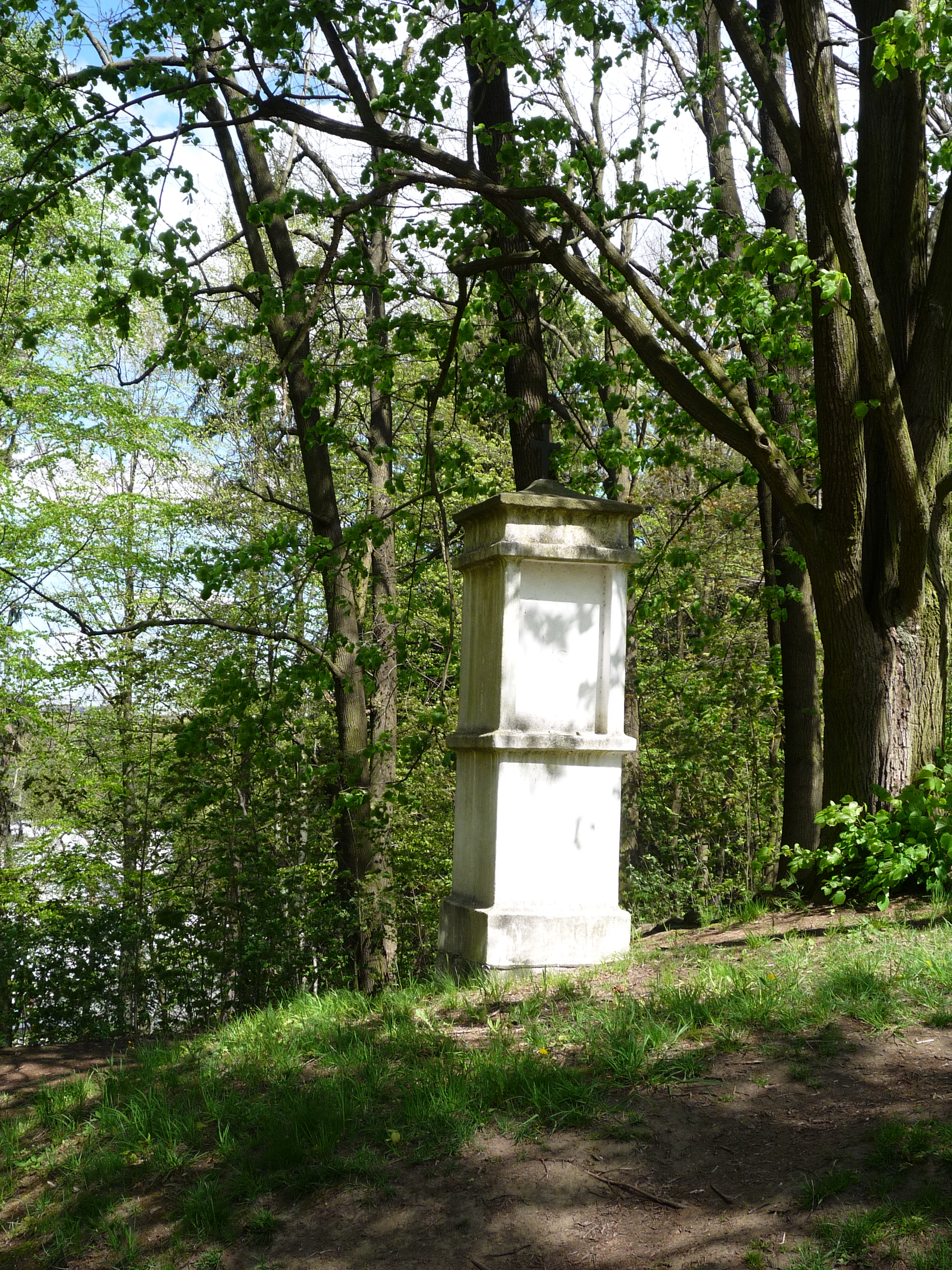
Boží muka
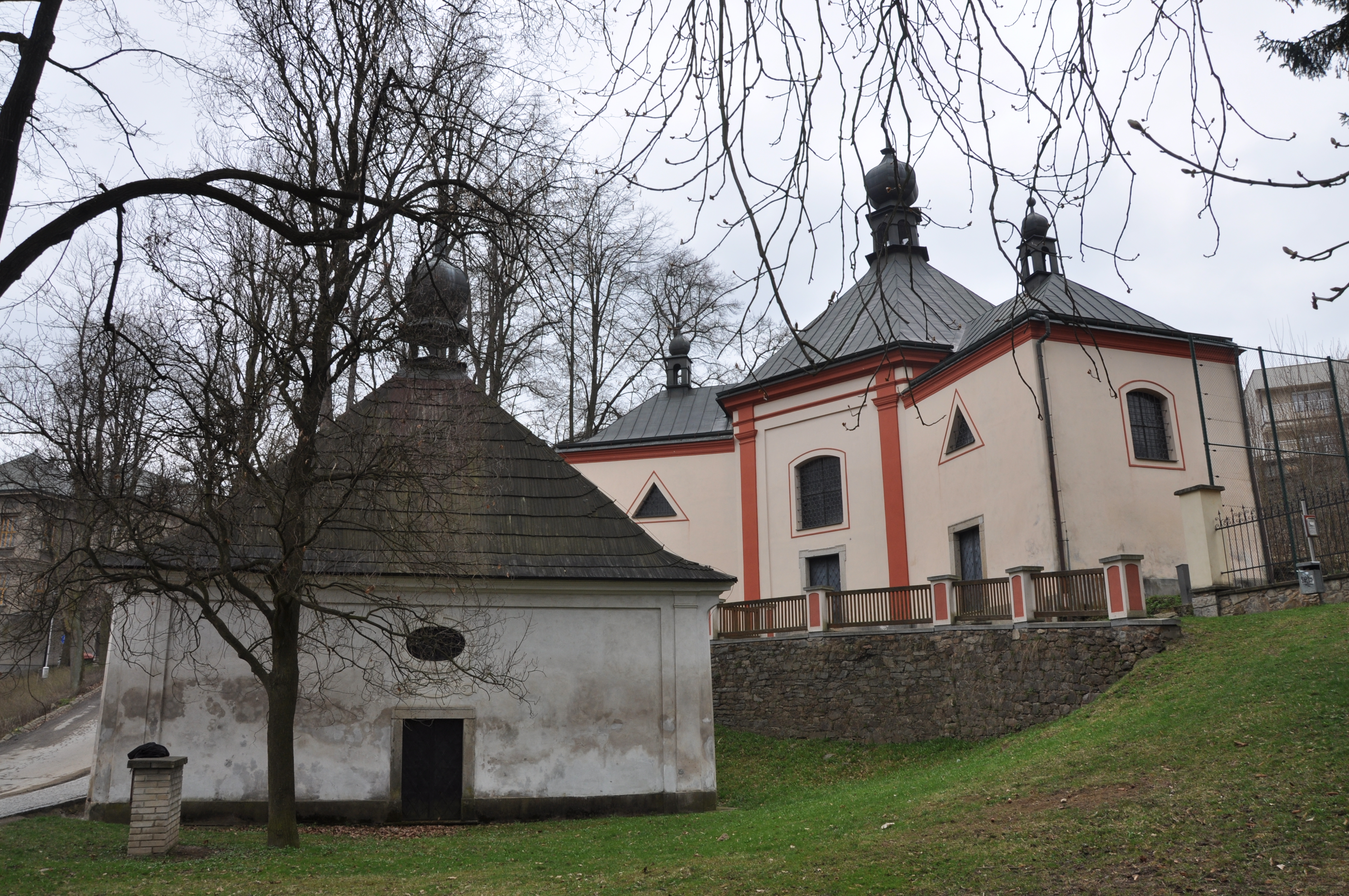
Kostel Nejsvětější trojice a kaple sv. Grálu
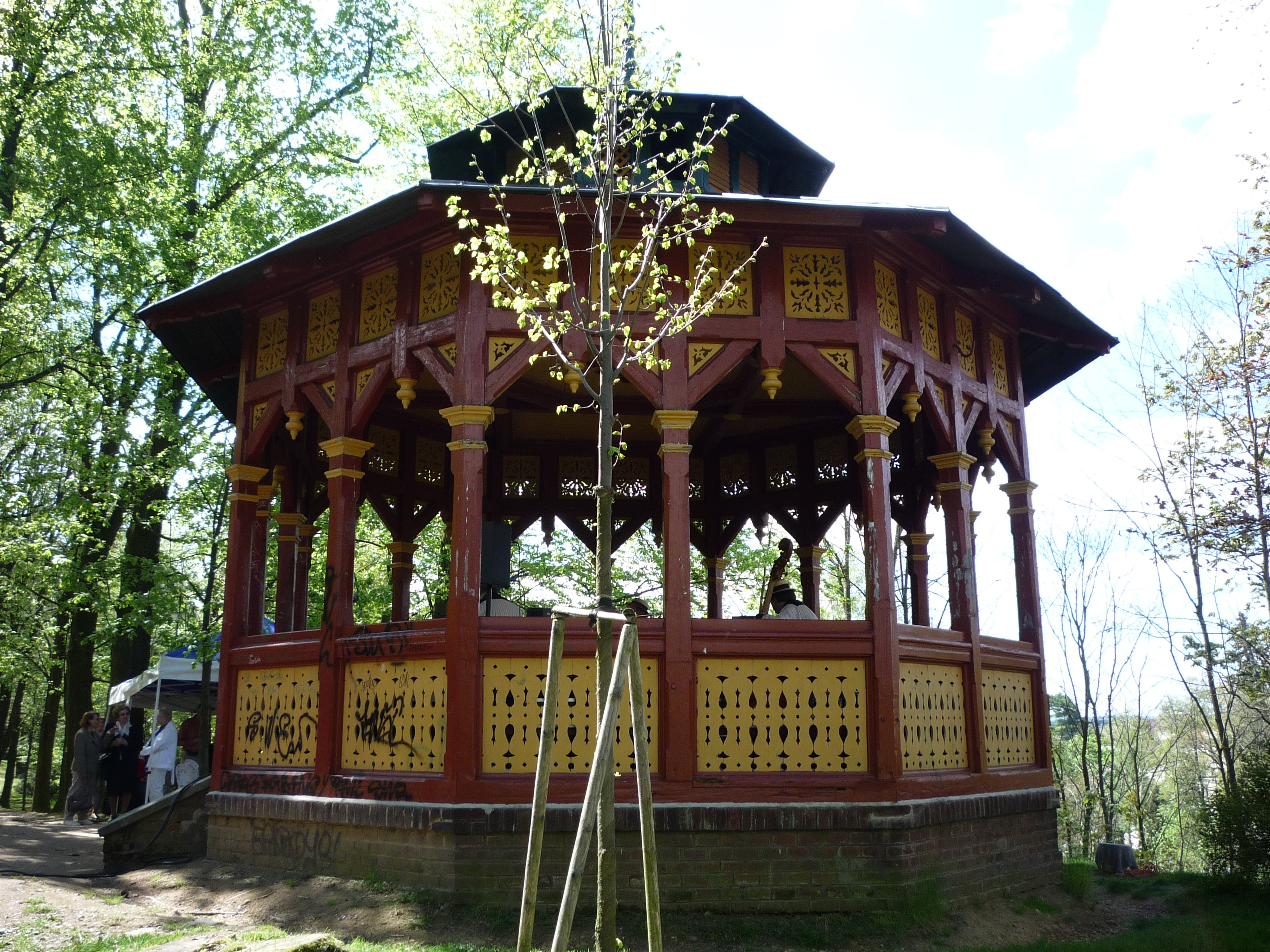
Altánek
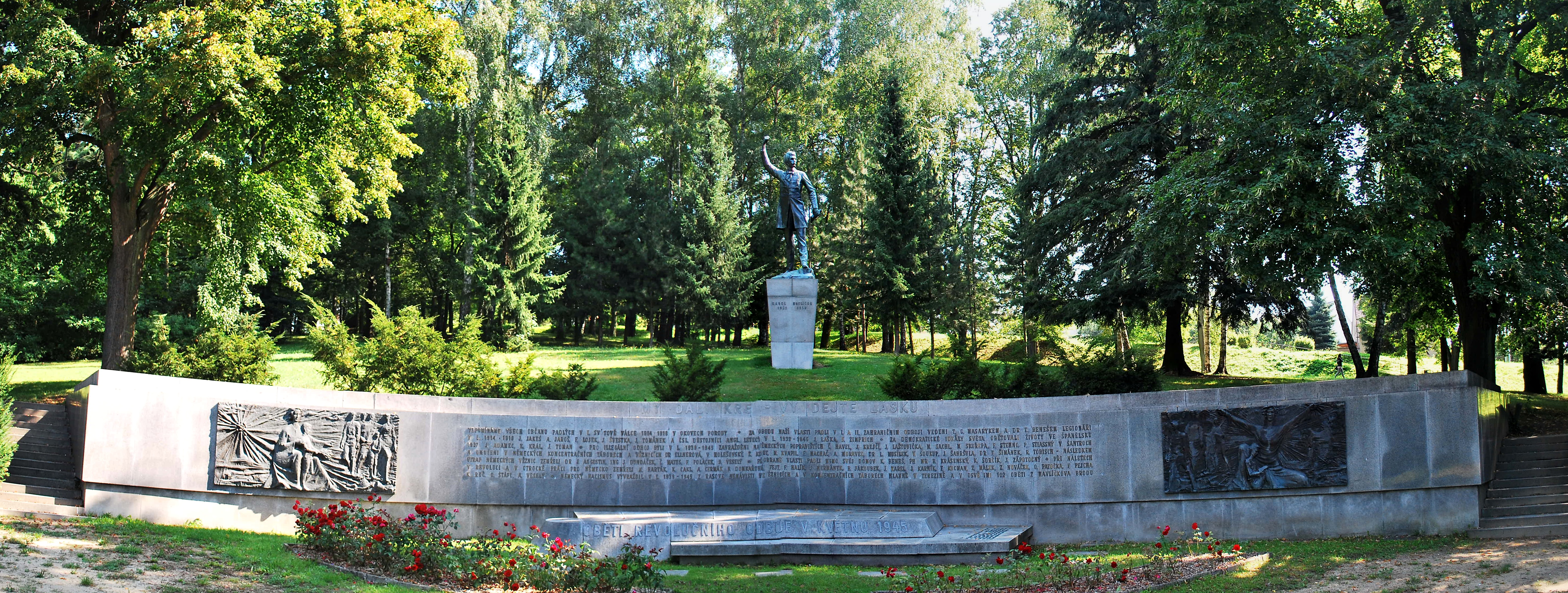
Pomník padlých[1] a památník K. H. Borovského
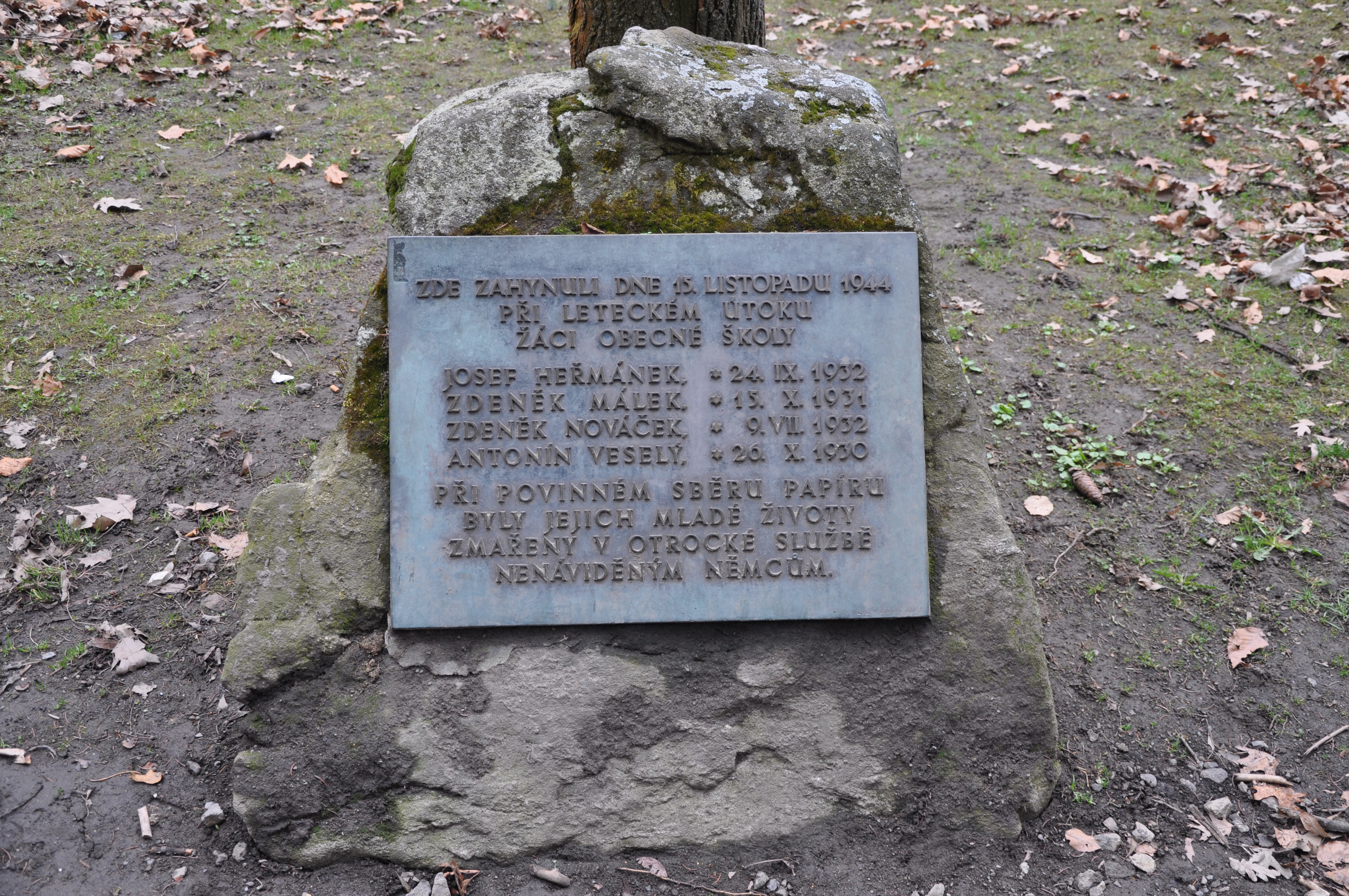
Pomník žákům školy
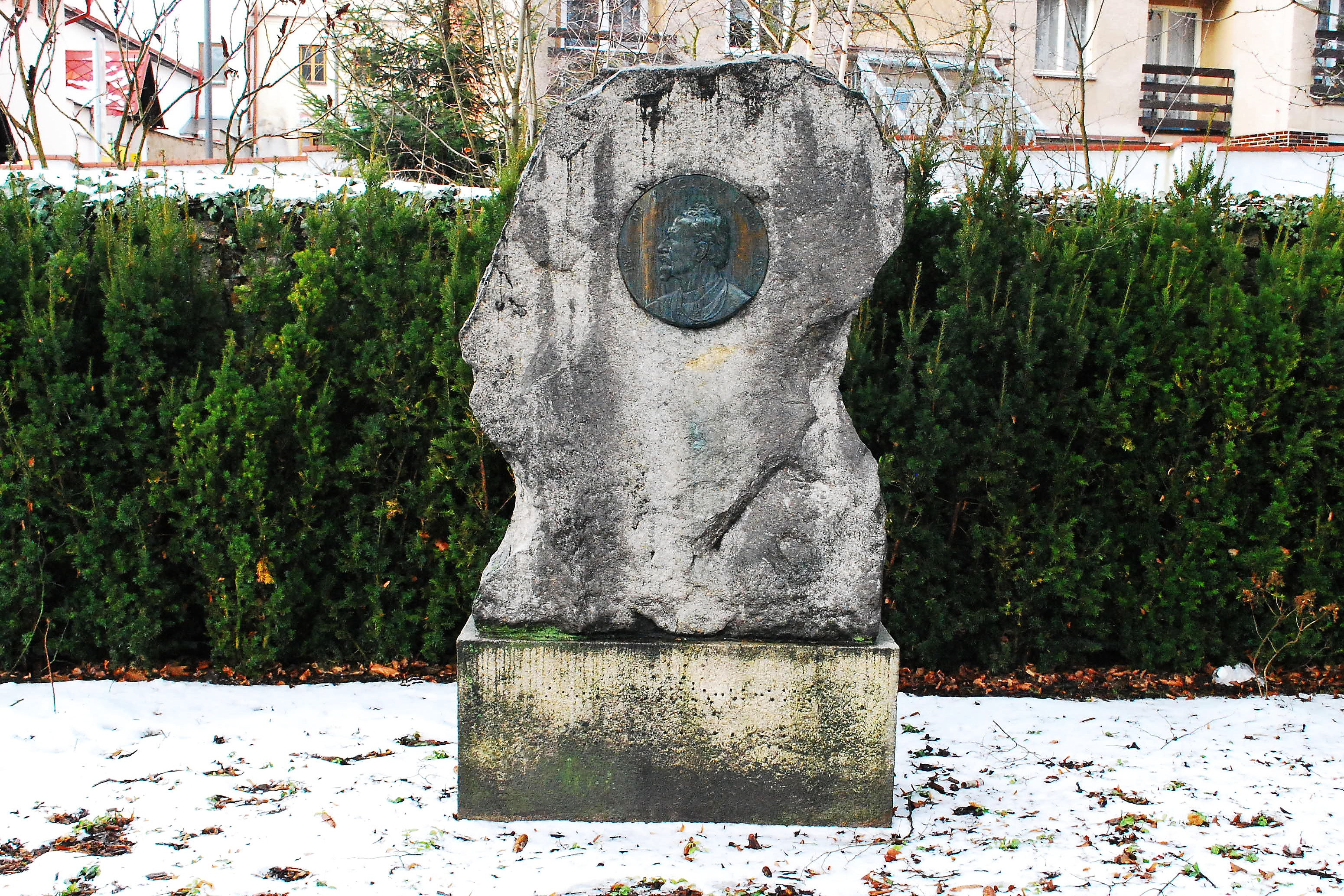
Tyršův pomník
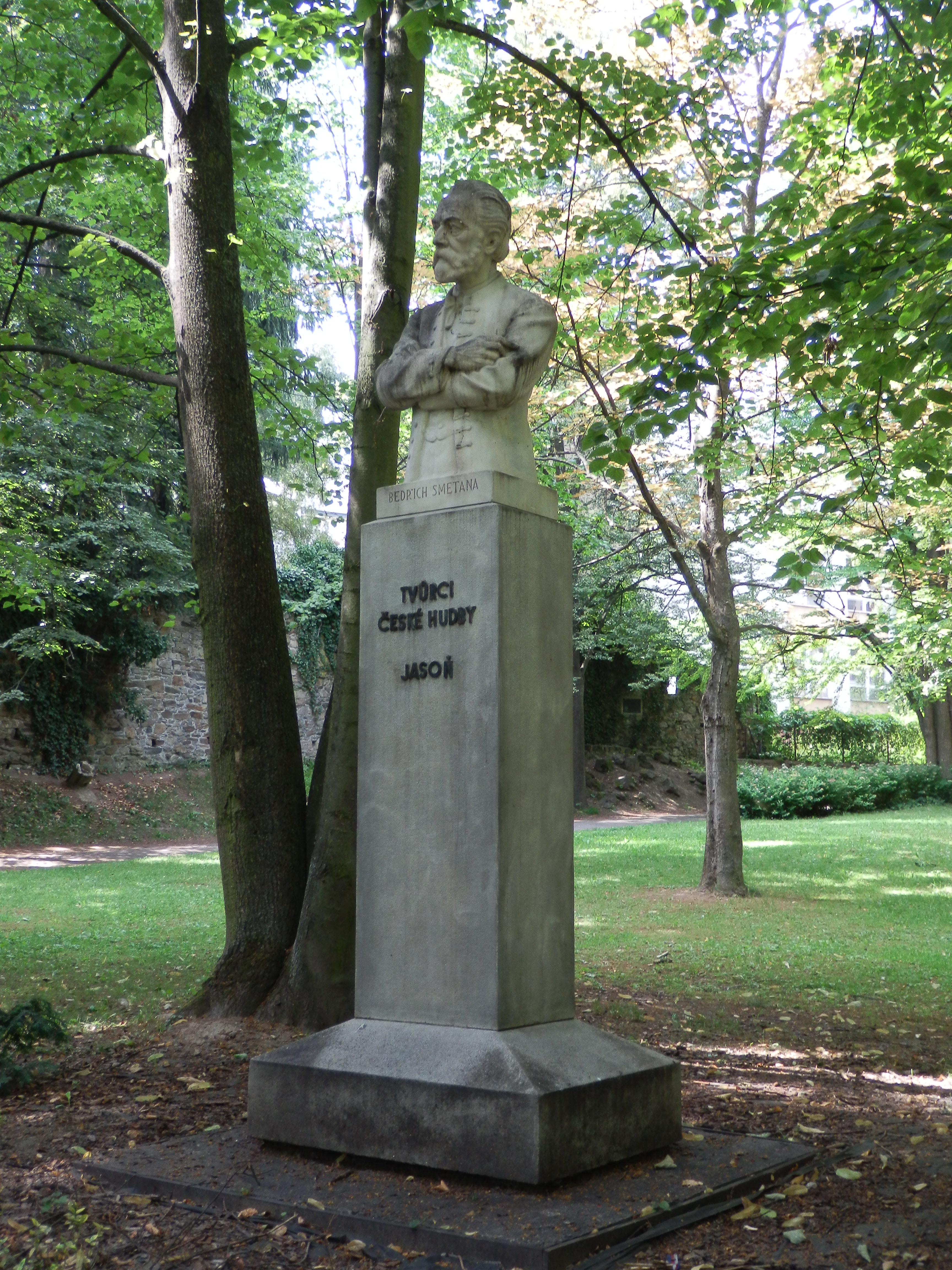
Pomník Bedřicha Smetany
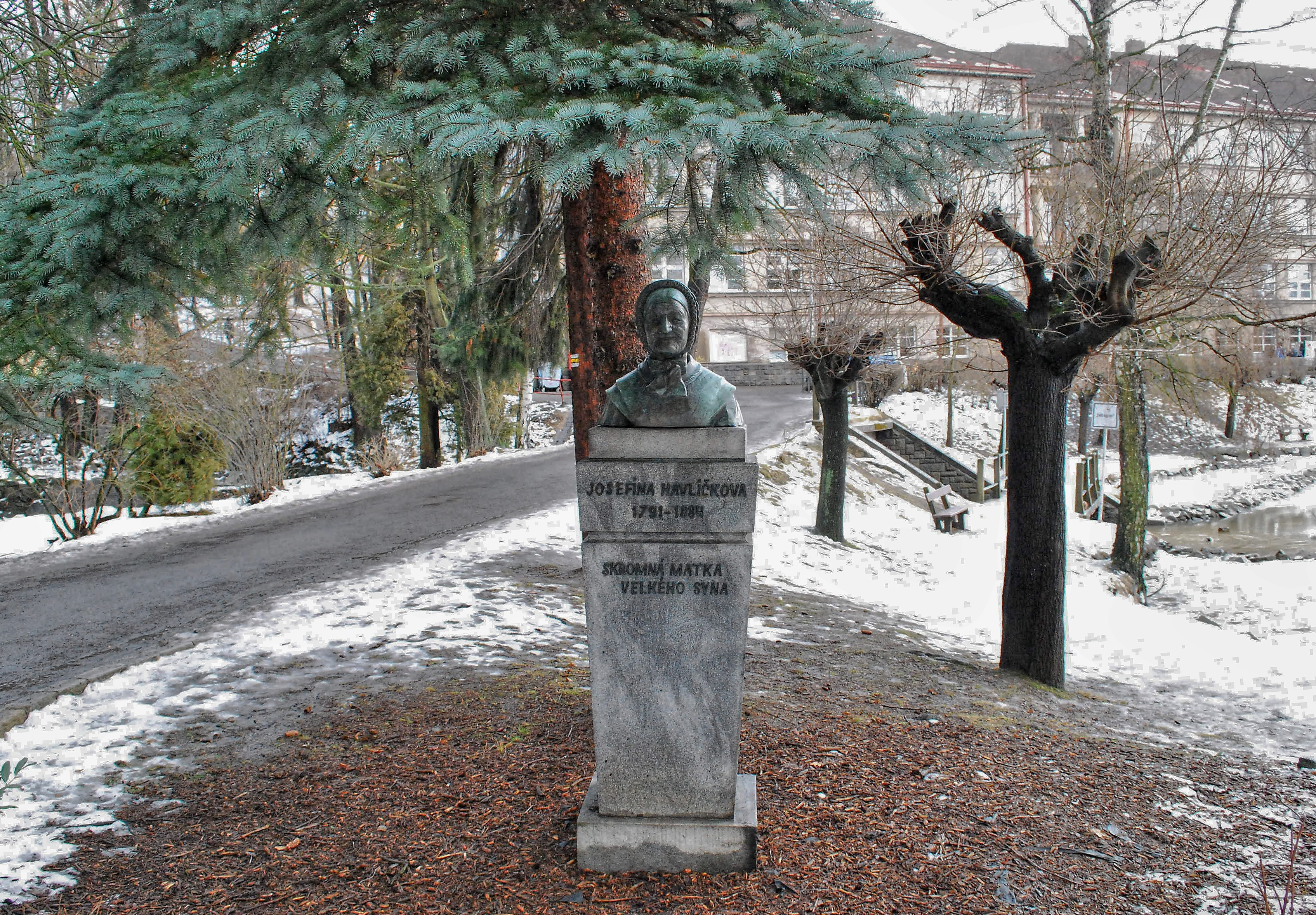
Pomník Havlíčkovy matky
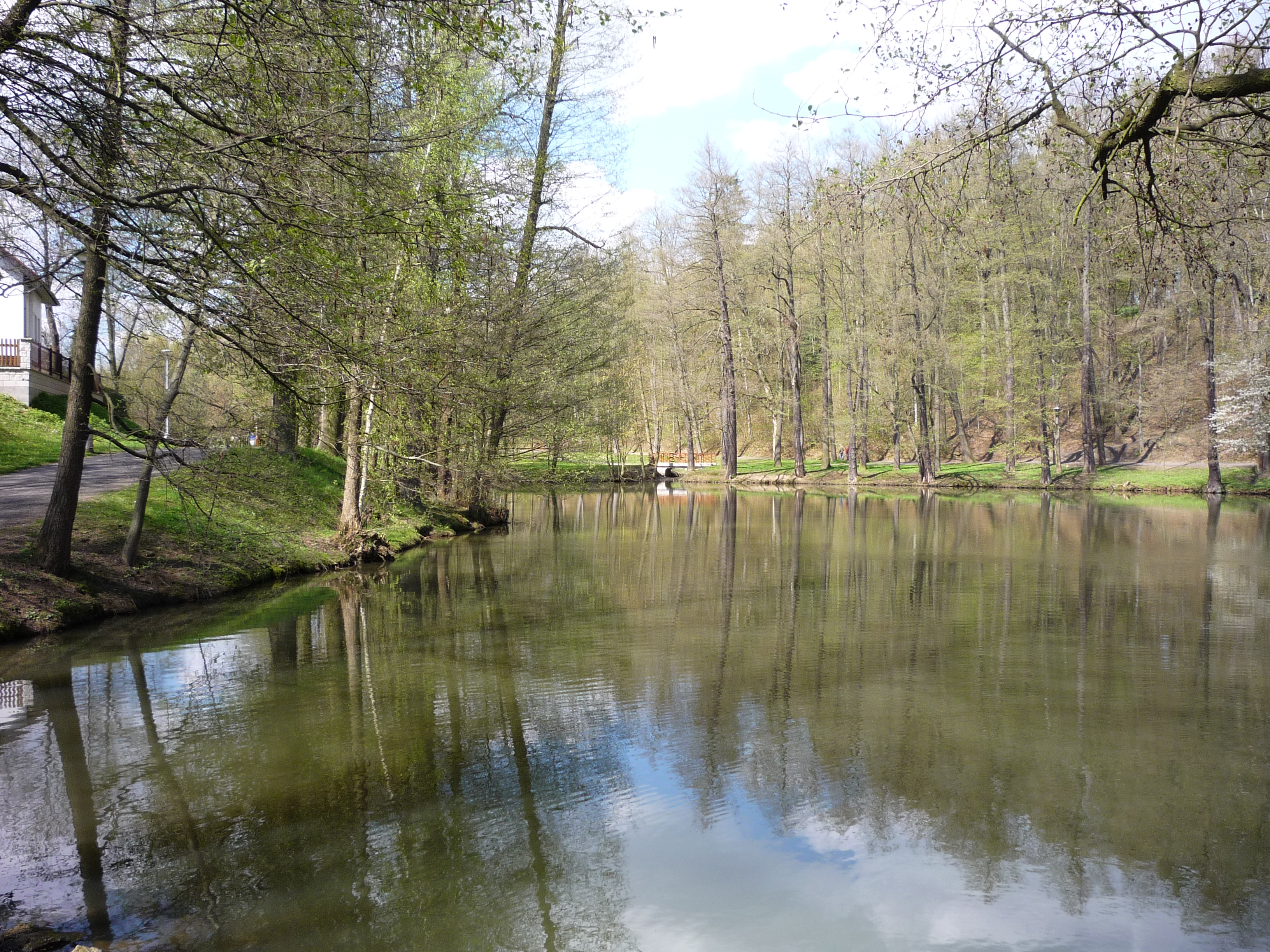
Rybník Rantejch
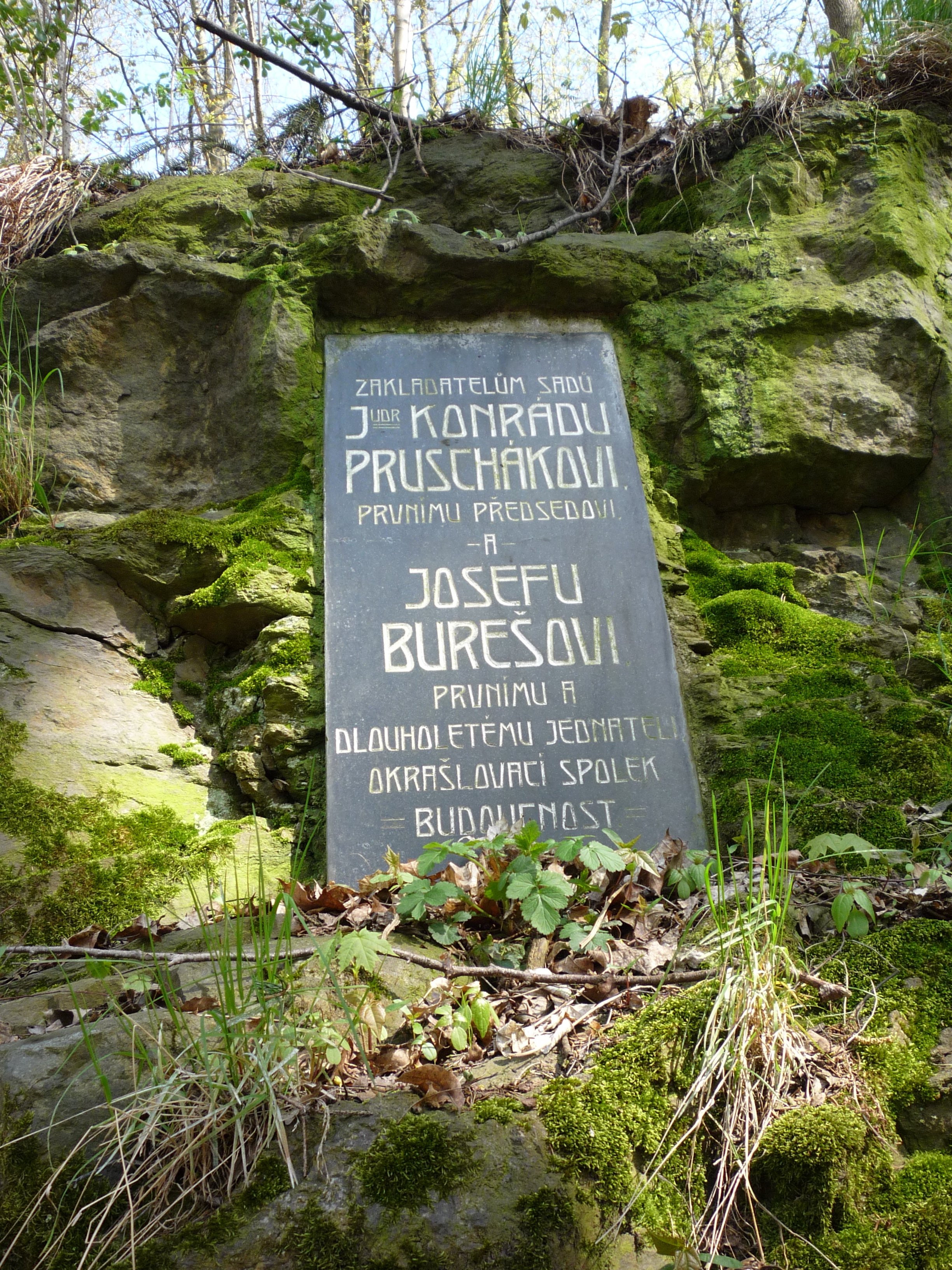
Pamětní deska zakladatelů parku
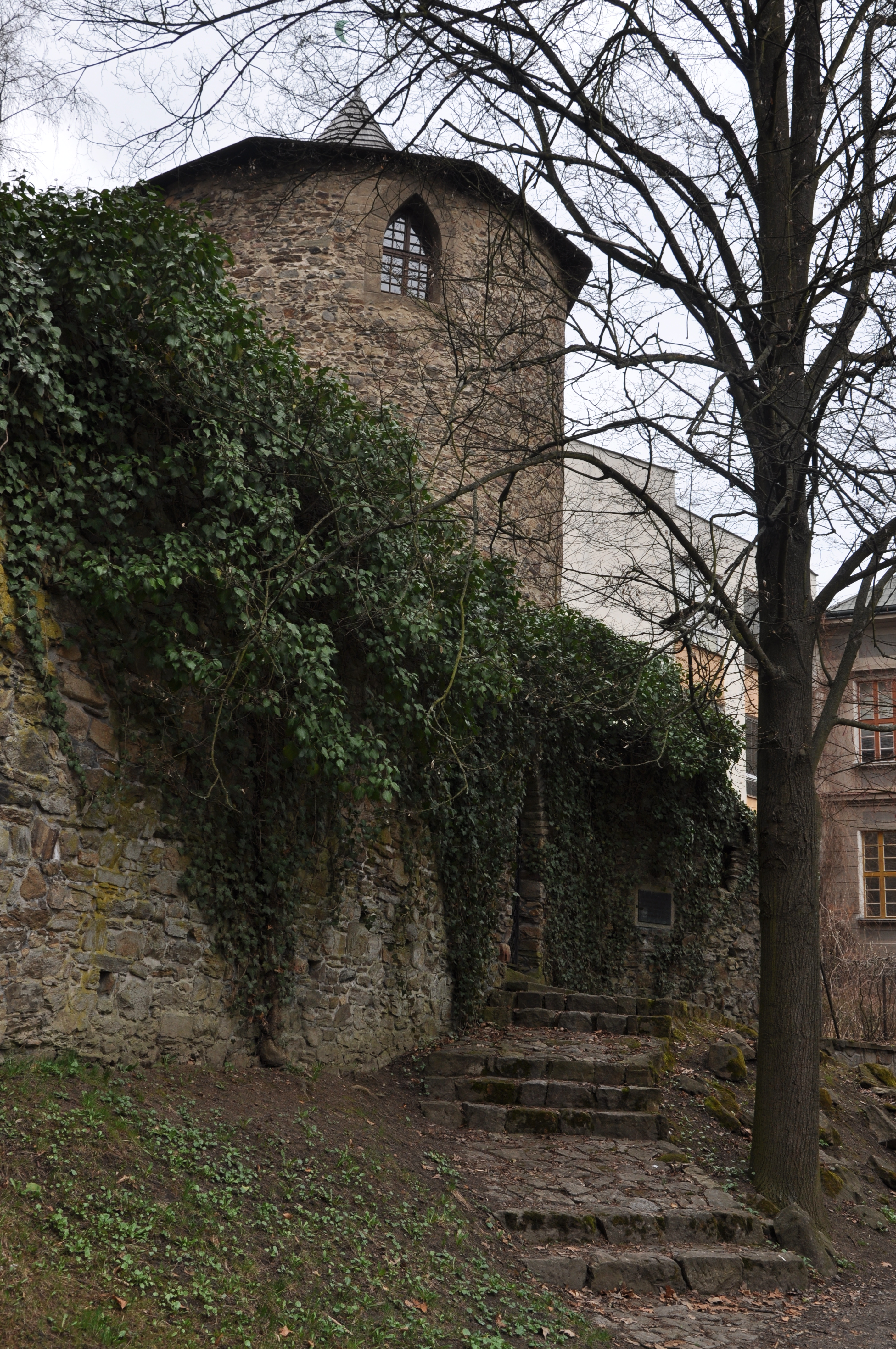
Štáflova bašta